# James Litsinger
James Litsinger (...) è un entomologo e aracnologo filippino.
Si è occupato spesso delle dinamiche comportamentali e dei rapporti esistenti tra insetti, artropodi e altri invertebrati e il mondo vegetale, in particolar modo il riso, alla ricerca di specie che potessero essere impiegate per il controllo biologico delle piante infestanti, in alternativa agli erbicidi di sintesi.
Ha classificato finora molte specie nuove di ragni, di mosche, di vespe e di farfalle insieme all'aracnologo Alberto Barrion.

## Taxa descritti
Ha descritto e denominato, in ordine alfabetico, i seguenti generi:
- Tukaraneus Barrion & Litsinger 1995 (ex genere)

e le seguenti Specie:
- Acusilas dahoneus Barrion & Litsinger 1995
- Araneus dospinolongus Barrion & Litsinger 1995
- Araneus santacruziensis Barrion & Litsinger 1995
- Araneus tatsulokeus Barrion & Litsinger 1995
- Araneus tinikdikitus Barrion & Litsinger 1995
- Argiope sapoa Barrion & Litsinger 1995
- Cyclosa baakea Barrion & Litsinger 1995
- Cyclosa banawensis Barrion & Litsinger 1995
- Cyclosa dosbukolea Barrion & Litsinger 1995
- Cyclosa ipilea Barrion & Litsinger 1995
- Cyclosa krusa Barrion & Litsinger 1995
- Cyclosa otsomarka Barrion & Litsinger 1995
- Cyclosa parangmulmeinensis Barrion & Litsinger 1995
- Cyclosa parangtarugoa Barrion & Litsinger 1995
- Cyclosa saismarka Barrion & Litsinger 1995
- Cyrtarachne tuladepilachna Barrion & Litsinger 1995
- Cyrtophora koronadalensis Barrion & Litsinger 1995
- Cyrtophora parangexanthematica Barrion & Litsinger 1995
- Gasteracantha janopol Barrion & Litsinger 1995
- Gasteracantha parangdiadesmia Barrion & Litsinger 1995
- Gea zaragosa Barrion & Litsinger 1995
- Larinia parangmata Barrion & Litsinger 1995
- Neoscona dostinikea Barrion & Litsinger 1995
- Neoscona oriemindoroana Barrion & Litsinger 1995
- Neoscona usbonga Barrion & Litsinger 1995
- Neoscona yptinika Barrion & Litsinger 1995
- Singa hilira Barrion & Litsinger 1995
- Tukaraneus mahabaeus Barrion & Litsinger 1995
- Tukaraneus palawanensis Barrion & Litsinger 1995
- Tukaraneus patulisus Barrion & Litsinger 1995

solo per quanto riguarda i ragni della Famiglia Araneidae.

## Denominati in suo onore
In suo onore sono state denominati invece i seguenti generi e specie:
- Pierretia litsingeri SHINONAGA & BARRION, 1980 (Diptera, Brachycera, Sarcophagidae)